# Arp 107
Arp 107 [árp stó sédem] (ali APG 107) je par medsebojno delujočih galaksij (označenih ločeno kot UGC 5984 in MCG+05-26-025), ki leži približno 450 milijonov svetlobnih let stran v ozvezdju Malega Leva. Galaksiji sta v procesu trčenja in združevanja.

## Značilnosti
Par Arp 107 je sestavljen iz dveh ločenih galaksij. Večja galaksija na levi je  PGC 32620, manjša galaksija na desni pa PGC 32628 (kot je prikazano na sestavljeni sliki s podatki Vesoljskega teleskopa Jamesa Webba). Galaksiji se razlikujeta po tem, da je ena spiralna, druga pa eliptična in ju povezuje most in plimski rep iz prahu in plina.
Jedro PGC 32620 je aktivno in je razvrščeno kot Seyfertova galaksija tipa 2. Poleg tega je galaksija prikazana v obliki obroča. Najverjetnejši scenarij za ta pojav v PGC 32620 je, da je eliptična galaksija prodrla skozi svoj disk, kar je povzročilo, da je ta postala polkrožna z velikim enojnim spiralnim krakom, ki štrli ven. Ta spiralni krak se nato razveji v obliki plimske roke, kjer so prisotna področja nastajanja zvezd tako starih kot mladih zvezdnih populacij.